# Arash (nome)
Arash (in persiano: آرش) è un nome proprio di persona persiano maschile.

## Origine e diffusione

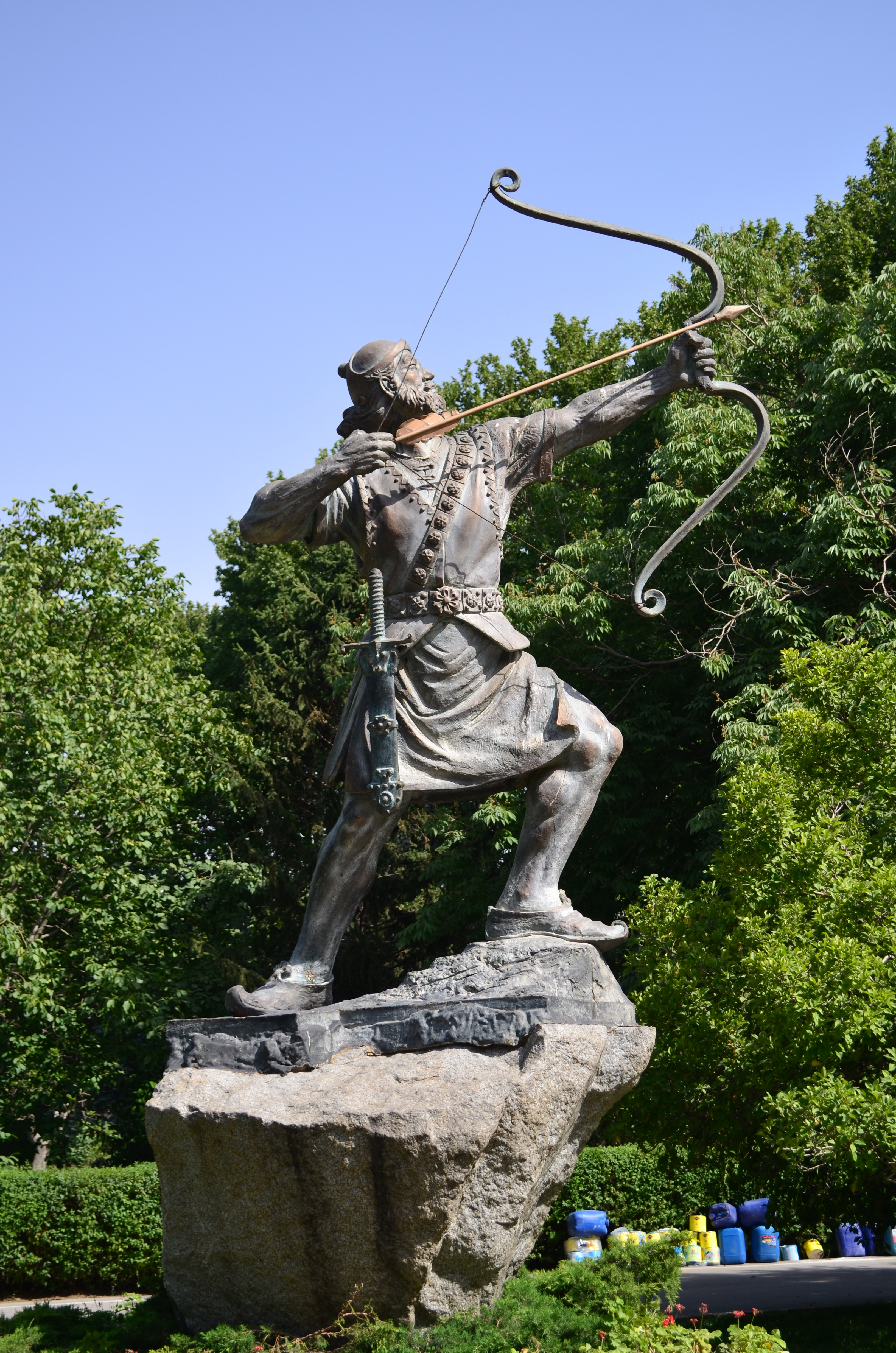
Statua di Arash nel palazzo di Sa'dabad (Teheran, Iran)

Riprende il nome di Arash, un arciere che, nelle leggende persiane, stabilì il confine tra i persiani e turani lungo il fiume Oxus.
Il significato del nome in persiano potrebbe essere "veridicità", oppure "splendente".

## Persone
- Arash Afshin, calciatore iraniano
- Arash Borhani, calciatore iraniano
- Arash Derambarsh, politico e scrittore francese
- Arash Labaf, cantante e attore iraniano
- Arash Miresmaeili, judoka iraniano
- Arash Noamooz, giocatore di calcio a 5 iraniano
- Arash Sadeghi, attivista iraniano
- Arash Talebinejad, calciatore svedese